# Taavi Rõivas
Taavi Rõivas (* 26. September 1979 in Tallinn, Estnische SSR) ist ein ehemaliger estnischer Politiker. Er gehört der liberalen Estnischen Reformpartei (estnisch Eesti Reformierakond) an, deren Vorsitzender er bis 2017 war. Vom 26. März 2014 bis zum 23. November 2016 war er Ministerpräsident der Republik Estland.

## Leben
Taavi Rõivas machte 1997 sein Abitur an der Tallinner Realschule. 2002 legte er an der Universität Tartu sein Examen im Fach Außenwirtschaft und Handel ab.

### Politische Tätigkeit
Rõivas gehört der Reformpartei seit 1998 an. Von 1999 bis 2002 war er Referent bei Justizminister Märt Rask. Anschließend war er 2002–2003 bei der Aktiengesellschaft AS IT Grupp beschäftigt.
Von 2003 bis 2004 war Rõivas Büroleiter von Bevölkerungsminister Paul-Eerik Rummo. 2004–2005 bekleidete er das Amt des Bezirksbürgermeisters für den Tallinner Stadtteil Haabersti. Von 2005 bis 2007 war Rõivas als Referent für Ministerpräsident Andrus Ansip in der estnischen Staatskanzlei tätig. Im selben Zeitraum war er Mitglied des Tallinner Stadtrats.
Von 2007 bis zu seinem Eintritt in die Regierung 2012 war Rõivas Abgeordneter im estnischen Parlament (Riigikogu). Von 2009 bis 2011 bekleidete er das Amt des Vorsitzenden des Finanzausschusses, anschließend des Vorsitzenden des Europaausschusses.
Am 11. Dezember 2012 wurde er im Kabinett von Andrus Ansip zum Sozialminister ernannt. Er trat die Nachfolge von Hanno Pevkur an, der in das Justizressort wechselte.
Am 26. März 2014 wurde Taavi Rõivas als neuer estnischer Ministerpräsident vereidigt. Er folgt seinem Parteikollegen Andrus Ansip nach, der im November als Kommissar für den digitalen Binnenmarkt zur Europäischen Kommission nach Brüssel wechselte. Rõivas bildete eine Koalitionsregierung aus der liberalen Reformpartei und der Sozialdemokratischen Partei. Zum Zeitpunkt seiner Wahl war er mit 34 Jahren der jüngste Regierungschef der Europäischen Union. 
Nach der Parlamentswahl 2015 bildete er eine neue Regierung aus der Reformpartei, der Sozialdemokratischen Partei und der Isamaa ja Res Publica Liit. Diese zerbrach allerdings im November 2016. Die Reformpartei ging daraufhin in die Opposition und Rõivas übernahm den Parlamentssitz, den er als Regierungsmitglied nach der Wahl 2015 nicht angetreten hatte. Zudem stellte er sein Amt als Vorsitzender der Reformpartei zur Verfügung und wurde bei der Neuwahl des Vorstandes im Januar 2017 von Hanno Pevkur abgelöst. In der Folgezeit war er Vizepräsident des Riigikogu, musste aber auch diesen Posten im Oktober 2017 nach Fehlverhalten im Amt abgeben und kehrte als einfacher Abgeordneter ins Parlament zurück. Zu Ende des Jahres 2020 verzichtete er auf sein Abgeordnetenmandat und wechselte in die Privatwirtschaft.

### Privates
Taavi Rõivas ist seit 2007 mit der estnischen Sängerin Luisa Värk (* 1987) liiert und hat mit ihr zusammen eine 2009 geborene Tochter und einen 2016 geborenen Sohn. Im Oktober 2016 gab das Paar seine Verlobung bekannt und ist seit August 2017 verheiratet.

## Auszeichnungen
Taavi Rõivas ist Träger folgender staatlicher Auszeichnungen:
|  | 2016: Finnischer Orden der Weißen Rose (Großkreuz) |
|  | 2017: Orden des Staatswappens (II. Klasse)         |